# Тимоти Веа
Тимоти Веа (енгл. Timothy Weah; Њујорк, 22. фебруар 2000) амерички је фудбалер либеријског порекла који тренутно наступа за Олимпик Марсељ на позајмици из Јувентуса и за репрезентацију САД. Игра на позицији крила и нападача. Син је бившег фудбалера и председника Либерије — Џорџа Вее.

## Репрезентативна каријера
Поред САД, имао је право да игра за Француску, Јамајку и Либерију, кроз боравишне дозволе и држављанство својих родитеља. На крају је изабрао да наступа за САД. Дебитовао је за сениорску репрезентацију САД 27. марта 2018. године на пријатељској утакмици против Парагваја када је ушао као замена у 86. минуту.

## Највећи успеси

### Клупски
Пари Сен Жермен
- Првенство Француске (2) : 2017/18, 2018/19.[5]
- Суперкуп Француске (1) : 2018.

Селтик
- Првенство Шкотске (1) : 2018/19.
- Куп Шкотске (1) : 2018/19.

Лил
- Првенство Француске (1) : 2020/21.
- Суперкуп Француске (1) : 2021.

Јувентус
- Куп Италије (1) : 2023/24.

### Репрезентативни
САД до 17
- Првенство КОНКАКАФ до 17 : финалиста 2017.

САД
- Конкакафова лига нација (3) : 2019/20, 2022/23, 2023/24.